# Diocesi di Roermond
La diocesi di Roermond (in latino Dioecesis Ruremundensis) è una sede della Chiesa cattolica nei Paesi Bassi suffraganea dell'arcidiocesi di Utrecht. Nel 2022 contava 1.071.000 battezzati su 1.115.895 abitanti. È retta dal vescovo Cornelis Franciscus Maria van den Hout.

## Territorio
La diocesi comprende la provincia olandese del Limburgo.
Sede vescovile è la città di Roermond, dove si trova la cattedrale di San Cristoforo. In diocesi sorgono anche la basilica di San Servazio, già cattedrale della diocesi di Maastricht, nell'omonima città, e altre sei basiliche minori: la basilica di Sant'Amelberga a Susteren, la basilica dei Santi Wirone, Plechelmo e Oggero a Sint Odiliënberg, la basilica del Santissimo Sacramento a Meerssen, la basilica dell'Assunzione della Beata Vergine Maria a Maastricht, la basilica di Nostra Signora del Sacro Cuore a Sittard e la basilica di San Martino a Venlo.
Il territorio è suddiviso in 284 parrocchie, raggruppate in 13 decanati.

## Storia
La diocesi di Roermond fu eretta, assieme ad altre tredici nuove diocesi, il 12 maggio 1559 con la bolla Super universas di papa Paolo IV, nell'ambito della riorganizzazione ecclesiastica dei Paesi Bassi Spagnoli, già tentata con Carlo V e realizzata con Filippo II. La nuova diocesi fu ricavata dal territorio dell'arcidiocesi di Colonia e della diocesi di Liegi e resa suffraganea dell'arcidiocesi di Malines.
Il 7 agosto 1561, con la bolla Regimini universalis ecclesiae, papa Pio IV definì i confini della nuova diocesi, stabilì la suddivisione in decanati con le rispettive parrocchie e assegnò la dotazione per il mantenimento del vescovo.
La diocesi fu soppressa in seguito al concordato con la bolla Qui Christi Domini di papa Pio VII del 29 novembre 1801; il suo territorio fu spartito tra le diocesi di Aquisgrana e di Liegi e i vicariati apostolici di Grave e di Megen, eretti nel 1803 e incorporati nel 1852 nella diocesi di 's-Hertogenbosch.
Il 2 giugno 1840 con il breve Ubi universalis Ecclesiae di papa Gregorio XVI fu eretto il vicariato apostolico del Limburgo, ricavandone il territorio dalla diocesi di Liegi.
Il 4 marzo 1853 in virtù del breve Ex qua die di papa Pio IX il vicariato apostolico è stato elevato a diocesi e ha assunto il nome di diocesi di Roermond.

## Cronotassi dei vescovi
Si omettono i periodi di sede vacante non superiori ai 2 anni o non storicamente accertati.
- Guillaume Damasi Van der Linden (Lindanus) † (8 agosto 1561 - 12 febbraio 1588 nominato vescovo di Gand)
  - Sede vacante (1588-1595)
- Henri van Cuyk † (20 dicembre 1595 - 9 ottobre 1609 deceduto)
- Jacques van den Borgh † (10 gennaio 1611 - 24 febbraio 1639 deceduto)
- Andreas Creusen † (22 maggio 1651 - 9 aprile 1657 nominato arcivescovo di Malines)
- Eugenius Albertus d'Allamont † (31 marzo 1659 - 7 giugno 1666 nominato vescovo di Gand)
- Lancelot de Gottignies † (15 dicembre 1670 - 24 agosto 1673 deceduto)
- Reginaldus Cools, O.P. † (16 novembre 1676 - 10 maggio 1700 nominato vescovo di Anversa)
- Angelus d'Ongnies et d'Estrées, O.F.M.Cap. † (21 novembre 1701 - 9 aprile 1722 deceduto)
- François Louis Sanguessa, O.F.M.Rec. † (9 aprile 1722 succeduto - 11 agosto 1741 deceduto)
- Jean-Baptiste-Louis de Castillion † (24 settembre 1742 - 20 maggio 1743 nominato vescovo di Bruges)
- Joseph Anselme François Werbrouck † (15 luglio 1743 - 17 gennaio 1746 nominato vescovo di Anversa)
- Jean Antoine de Robiano † (28 marzo 1746 - 28 maggio 1769 deceduto)
- Johann Heinrich von Kerens, S.I. † (18 dicembre 1769 - 3 aprile 1775 nominato vescovo di Wiener Neustadt)
- Philippe Damien de Hoensbroeck † (29 maggio 1775 - 17 aprile 1793 deceduto)
- Jean Baptiste Robert van Velde de Melroy et Sart-Bomal † (21 febbraio 1794 - 29 novembre 1801 dimesso)
  - Sede soppressa (1801-1840)
- Joannes Augustus Paredis † (18 dicembre 1840 - 18 giugno 1886 deceduto)
- Franciscus Antonius Hubertus Boermans † (18 giugno 1886 succeduto - 3 febbraio 1900 deceduto)
- Josephus Hubertus Drehmanns † (3 febbraio 1900 succeduto - 6 agosto 1913 deceduto)
- Laurentius Josephus Antonius Hubertus Schrijnen † (28 marzo 1914 - 26 marzo 1932 deceduto)
- Jozef Hubert Willem Lemmens † (26 marzo 1932 succeduto - 31 dicembre 1957 dimesso[4])
- Jan Michiel Jozef Antoon Hanssen † (31 dicembre 1957 succeduto - 25 giugno 1958 deceduto)
- Petrus Joannes Antonius Moors † (26 gennaio 1959 - 29 dicembre 1970 dimesso[5])
- Joannes Baptist Matthijs Gijsen † (20 gennaio 1972 - 23 gennaio 1993 dimesso)
- Franciscus Jozef Maria Wiertz (10 luglio 1993 - 2 dicembre 2017 ritirato)
- Hendrikus Marie Gerardus Smeets † (10 ottobre 2018 - 10 agosto 2023 dimesso)
- Cornelis Franciscus Maria van den Hout, dal 21 giugno 2024

## Statistiche
La diocesi nel 2022 su una popolazione di 1.115.895 persone contava 1.071.000 battezzati, corrispondenti al 96,0% del totale.
| anno | popolazione | popolazione | popolazione | presbiteri | presbiteri | presbiteri | presbiteri                | diaconi | religiosi | religiosi | parrocchie |
| anno | battezzati  | totale      | %           | numero     | secolari   | regolari   | battezzati per presbitero | diaconi | uomini    | donne     | parrocchie |
| ---- | ----------- | ----------- | ----------- | ---------- | ---------- | ---------- | ------------------------- | ------- | --------- | --------- | ---------- |
| 1950 | 653.365     | 708.287     | 92,2        | 902        | 808        | 94         | 724                       |         |           |           | 300        |
| 1969 | 886.418     | 985.738     | 89,9        | 1.520      | 787        | 733        | 583                       |         | 1.764     | 6.695     | 348        |
| 1980 | 990.000     | 1.072.000   | 92,4        | 1.248      | 608        | 640        | 793                       | 1       | 1.276     | 4.300     | 359        |
| 1990 | 1.057.426   | 1.099.622   | 96,2        | 1.105      | 479        | 626        | 956                       | 31      | 976       | 3.500     | 358        |
| 1999 | 1.086.000   | 1.138.846   | 95,4        | 879        | 379        | 500        | 1.235                     | 56      | 865       | 2.500     | 348        |
| 2000 | 1.086.000   | 1.138.846   | 95,4        | 868        | 368        | 500        | 1.251                     | 56      | 865       | 2.500     | 348        |
| 2001 | 1.085.734   | 1.139.302   | 95,3        | 842        | 342        | 500        | 1.289                     |         | 846       | 2.405     | 352        |
| 2002 | 1.006.000   | 1.143.000   | 88,0        | 821        | 321        | 500        | 1.225                     | 67      | 846       | 2.405     | 339        |
| 2003 | 1.006.000   | 1.142.017   | 88,1        | 812        | 312        | 500        | 1.238                     | 67      | 846       | 2.405     | 337        |
| 2004 | 1.085.000   | 1.141.889   | 95,0        | 820        | 320        | 500        | 1.323                     | 67      | 846       | 2.375     | 336        |
| 2010 | 1.078.000   | 1.137.003   | 94,8        | 750        | 250        | 500        | 1.437                     | 71      | 708       | 1.530     | 329        |
| 2014 | 1.091.000   | 1.136.000   | 96,0        | 471        | 219        | 252        | 2.316                     | 71      | 440       | 770       | 303        |
| 2017 | 1.070.970   | 1.116.260   | 95,9        | 446        | 194        | 252        | 2.401                     | 69      | 432       | 730       | 297        |
| 2020 | 1.086.540   | 1.131.930   | 96,0        | 423        | 171        | 252        | 2.568                     | 70      | 385       | 630       | 288        |
| 2022 | 1.071.000   | 1.115.895   | 96,0        | 410        | 158        | 252        | 2.612                     | 60      | 357       | 425       | 284        |